# توفیق مهذبی
توفیق مهذبی (انگلیسی: Taoufik Mehedhebi؛ زادهٔ ۱۳ دسامبر ۱۹۶۵) بازیکن فوتبال اهل تونس بود.
وی همچنین در تیم ملی فوتبال تونس بازی کرده‌است.